# Now (Ten Years After)
Now è un album in studio del gruppo blues rock inglese Ten Years After, pubblicato nel 2004.

## Tracce
1. When It All Falls Down – 3:29
2. Hundred Miles High – 7:07
3. Time to Kill – 4:33
4. I'll Make It Easy for You – 5:34
5. The Voice Inside Your Head – 4:34
6. King of the Blues – 3:36
7. Long Time Running – 6:15
8. Reasons Why – 4:42
9. Changes – 5:14

## Formazione
- Joe Gooch - chitarra, voce
- Leo Lyons - basso
- Ric Lee - batteria
- Chick Churchill - organo